# Hike
Hike Co., Ltd. (株式会社HIKE Kabushiki-gaisha Haiku?, estilizado como HIKE), es una empresa japonesa que se dedica a negocios relacionados con la animación, videojuegos, música y productos de merchandising. Es una subsidiaria de Pole To Win Holdings.

## Historia
En 2018, bajo un sistema de codirectores representativos formado por Junmo Yang, y Masataka Mikami, se fundó la empresa como CREST Co., Ltd. (株式会社CREST?).
El 22 de diciembre de 2020, se anunció que la empresa Pole To Win, que también forma parte del grupo Pole To Win Holdings, transferiría el negocio de Sarugakucho, y dicha transferencia se completó el 1 de febrero de 2021.
En mayo de 2021, crearon 100studio (ワンダブルオースタジオ?), un estudio de animación dedicado principalmente a la producción de animación digital, bajo el departamento de propiedad intelectual.
El 20 de diciembre del mismo año, firmaron un acuerdo de cooperación comercial con Landock Studio para expandir conjuntamente la producción de animación.
En abril de 2022, parte del equipo de desarrollo de Minato Soft, una marca de Hawkeye Corporation, fue transferido y se fundó en Yokohama la marca de novelas visuales Novus (ノウス?), centrada en productos para todas las edades. Al mismo tiempo, se firmó un acuerdo de cooperación con Hawkeye, anunciando el inicio del desarrollo de propiedad intelectual en conjunto con Takahiro, el representante de la compañía.
El 1 de noviembre del mismo año, adquirieron todas las acciones de SANETTY Produce, convirtiéndola en una subsidiaria de propiedad total.
El 9 de diciembre, se anunció la adquisición de las acciones de Aquaplus de Yumeno Sora Holdings, y tanto Aquaplus como su sello Fix Records se convirtieron en subsidiarias a partir del 28 de diciembre.
El 1 de febrero de 2023, tras la fusión de CREST, QBIST, y SANETTY Produce, la empresa cambió su nombre a Hike Co., Ltd. (株式会社HIKE?). El 22 de diciembre del mismo año, se anunció la adquisición de Shiitake Digital, una empresa dedicada a la producción de animación, que también pasó a ser subsidiaria.
En junio del mismo año, se descubrió una sospecha de fraude por parte de un exdirector, quien emitió facturas falsas a través de una empresa relacionada y recibió pagos de HIKE. En una junta general extraordinaria de accionistas, celebrada el 13 de julio, este exdirector fue destituido.
En agosto del mismo año, el sistema de codirectores representativos compuesto por Junmo Yang y Masataka Mikami fue cambiado, quedando Masataka Mikami como único director general.

## Trabajos[16]

### Anime

#### Series de televisión
- Kuma Kuma Kuma Bear (2020) – Financiación de producción
- Seven Knights Revolution: Eiyū no Keishōsha (2021) – Responsable de producción, producción musical
- Kumo desu ga, Nani ka? (2021) – Producción musical
- Kaijin Kaihatsubu no Kuroitsu-san (2022) – Producción musical
- Isekai Shōkan wa Nidome Desu (2023) – Producción, producción musical
- Kuma Kuma Kuma Bear Punch! (2023) – Financiación de producción

### Videojuegos
- ARIA CHRONICLE (2020) – Producción
- Riffle Effect (2020) – Producción
- Maō no Jikan (2021) – Producción
- ANVIL (2021) – Producción
- ALTF4 (2021) – Producción
- Isekai Quartet: Gekitotsu! Pazuru Sukūru (2021) – Producción
- Last Light (2021) – Producción
- Metallic Child (2021) – Producción
- PARTY RUSH!! (2022) – Producción
- eia : A short story (2022) – Producción
- Under WorldOffice (2022) – Producción
- The Lord of the Parties (2022) – Producción
- Black Witchcraft (2022) – Producción